# Delphinium robustum
Delphinium robustum là một loài thực vật có hoa trong họ Mao lương. Loài này được Rydb. mô tả khoa học đầu tiên năm 1901.